# Miloud Rebiaï
Miloud Rebiaï (Tlemcen, 12 dicembre 1993) è un calciatore algerino, difensore del CS Constantine.

## Carriera

### Club
Ha sempre giocato nel campionato algerino.

### Nazionale
È stato convocato per le Olimpiadi del 2016 dove ha disputato una partita.

## Palmarès

### Club

#### Competizioni nazionali
- Supercoppa d'Algeria: 1

ES Sétif: 2015

#### Competizioni internazionali
- Supercoppa CAF: 1

ES Sétif: 2015